# Anne Fadiman

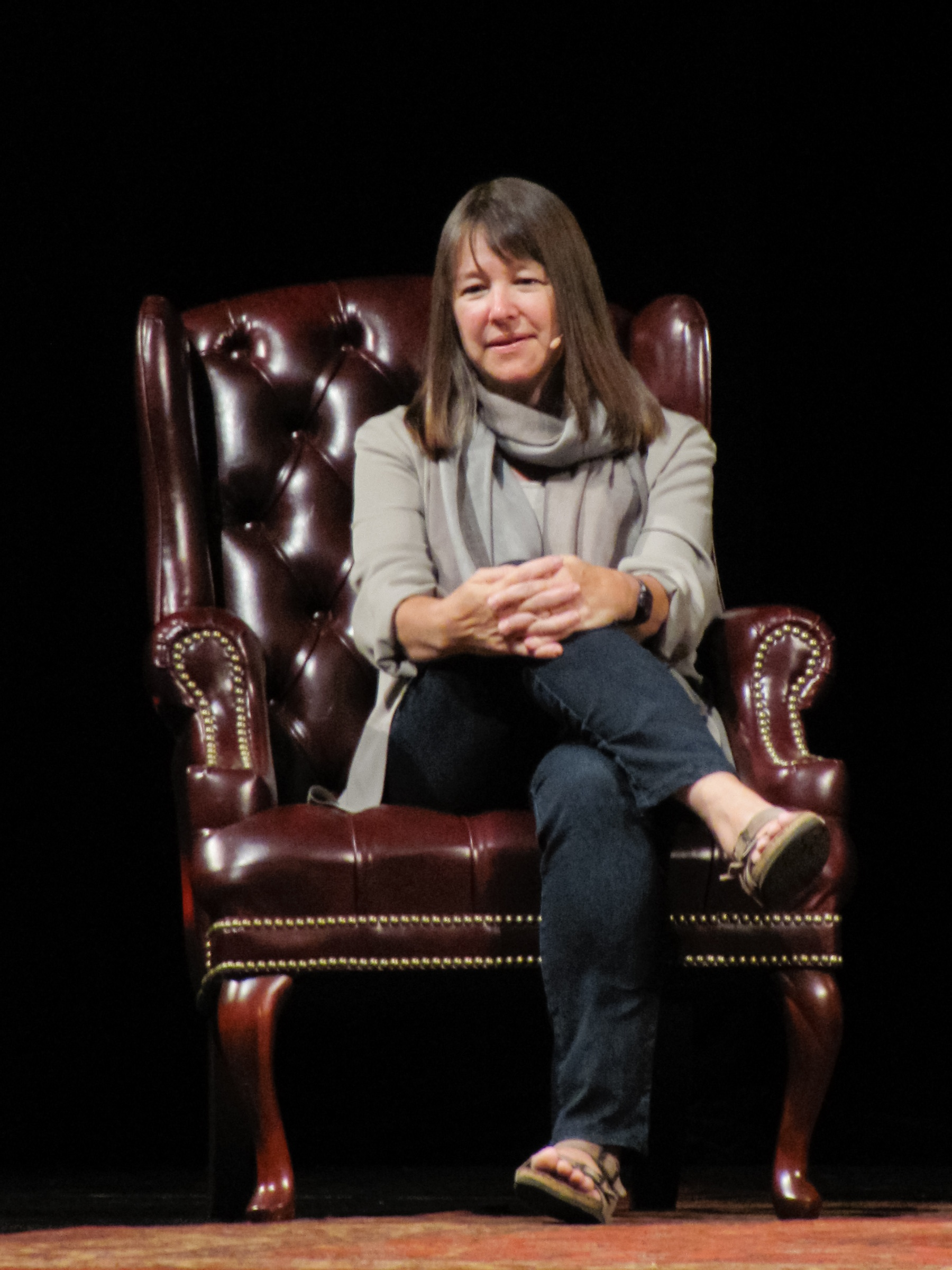
Anne Fadiman (2010)

Anne Fadiman (geboren 7. August 1953 in New York City) ist eine US-amerikanische Schriftstellerin.

## Leben
Anne Fadiman ist eine Tochter des Schriftstellers Clifton Fadiman und der Journalistin  Annalee Whitmore Jacoby. Sie studierte am Radcliffe College in Harvard. Sie war von 1997 bis 2004 Redakteurin der Zeitschrift The American Scholar der Organisation Phi Beta Kappa. Sie schreibt für verschiedene Magazine und hatte zusammen mit Penny Wolin bei Life die Kolumne American Dreamer.
Ihr Buch über ein epileptisches Kind aus Laos, das in den USA behandelt wird, erhielt 1997 den National Book Critics Circle Award und den Los Angeles Times Book Prize und machte sie bekannt.
Sie edierte mehrere Bücher und 2014 posthum einen Band mit Erzählungen von Marina Keegan. Seit 2005 hat sie einen Lehrauftrag für Sachbuch-Schreiben an der Yale University. 2015 wurde sie zum Mitglied der American Academy of Arts and Sciences gewählt.
Fadiman ist mit dem Journalisten und Schriftsteller George Howe Colt verheiratet, sie haben zwei Kinder und leben in Western Massachusetts.

## Werke (Auswahl)
- The Spirit Catches You and You Fall Down. A Hmong Child, her American Doctors, and the Collision of two Cultures. Farrar, Straus & Giroux, New York 1997, ISBN 0-374-52564-1.
  - Der Geist packt dich, und du stürzt zu Boden: ein Hmong-Kind, seine westlichen Ärzte und der Zusammenprall zweier Kulturen. Übersetzung Leonie von Reppert-Bismarck und Thomas Rütten. Berlin : Berlin-Verlag, 2000, ISBN 3-8270-0336-9
- Ex libris : confessions of a common reader. New York : Farrar, Sraus and Giroux, 1998, ISBN 0-374-14860-0
  - Ex Libris – Bekenntnisse einer Bibliomanin. Übersetzung  Melanie Walz. München : SchimerGraf, 2005, ISBN 3-86555-023-1
- At large and at small : familiar essays. New York : Farrar, Straus and Giroux, 2008
  - Alles, was das Leben ausmacht : leichtfertige Essays. Übersetzung Melanie Walz. München : SchirmerGraf, 2007, ISBN 978-3-86555-046-0